# Giovanni Furno
Giovanni Furno (* 1. Januar 1748 in Capua; † 20. Juni 1837 in Neapel) war ein italienischer Komponist und Musikpädagoge der sogenannten neapolitanischen Schule.

## Leben und Wirken
Giovanni Furno erhielt seine Ausbildung unter anderem bei Carlo Cotumacci (1709–1782) am Conservatorio Sant’Onofrio in Neapel, wo er von 1775 bis 1797 auch unterrichtete. Danach war er bis 1808 Kompositionslehrer am Conservatorio della Pietà de´Turchini und schließlich am Real Conservatorio di Musica San Pietro a Maiella. Zu seinen Schülern gehörten Luigi Ricci, Saverio Mercadante, Vincenzo Bellini und Errico Petrella (1813–1877).
Furno komponierte zwei Opern, darunter L’allegria disturbata (1778), ein Miserere, eine Sinfonie und weitere Werke für Orchester.